# 미니언즈 (캐릭터)
미니언즈(영어: Minions)는 《슈퍼배드 시리즈》의 프랜차이즈에 다수 등장하는 생물이다. 2010년 영화 《슈퍼배드》에 처음 등장하였으며, 2013년 《슈퍼배드 2》, 2015년 《미니언즈》, 2017년 《슈퍼배드 3》에 등장한다. 색다른 언어와 아이 같은 행동이 특징이다. 미니언즈는 유니버설 스튜디오의 자회사인 일루미네이션 엔터테인먼트의 공식 마스코트다. 컴캐스트에 의하면 NBC유니버설의 인수 후, 월트 디즈니 컴퍼니의 미키 마우스처럼 모회사가 된 컴캐스트와 유니버설 두 회사의 아이콘으로 되었다.

## 특징
미니언즈는 바지를 입고 고글을 한 노란색 알약 모양처럼 생겼다. 인간 키의 1/3에서 1/2로 묘사되었지만 나중에 0.76m의 키로 밝혀졌다. 눈은 한 개 또는 두 개이며, 홍채의 색은 갈색으로 묘사된다. 노래나 댄스에도 뛰어난 능력을 보여주며, 집단의 결속력이 매우 강하다. 대체로 의미가 불명인 언어로 대화한다. 그 언어는 인도네시아어, 프랑스어, 영어, 이탈리아어, 스페인어, 힌디어를 포함한 다른 언어에서 일부를 사용하고 있으며, 그중 한국어도 있다고 한다. 바나나를 무척 좋아한다.

## 보라 미니언
슈퍼배드 2에서만 등장한다. 엘 마초에게 납치당해 악당화가 된 이들이다. 본래의 미니언들과 달리 말을 하지 못하고 '빼애액' 소리만 지른다. 이 중에서 납치된 한 마리는 엘 마초가 준비해 놓은 도끼, 미사일, 경찰차를 먹어 삼켜버린다.

## 같이 보기
- 슈퍼배드, 슈퍼배드2, 슈퍼배드3
- 미니언즈